# Klabautermann

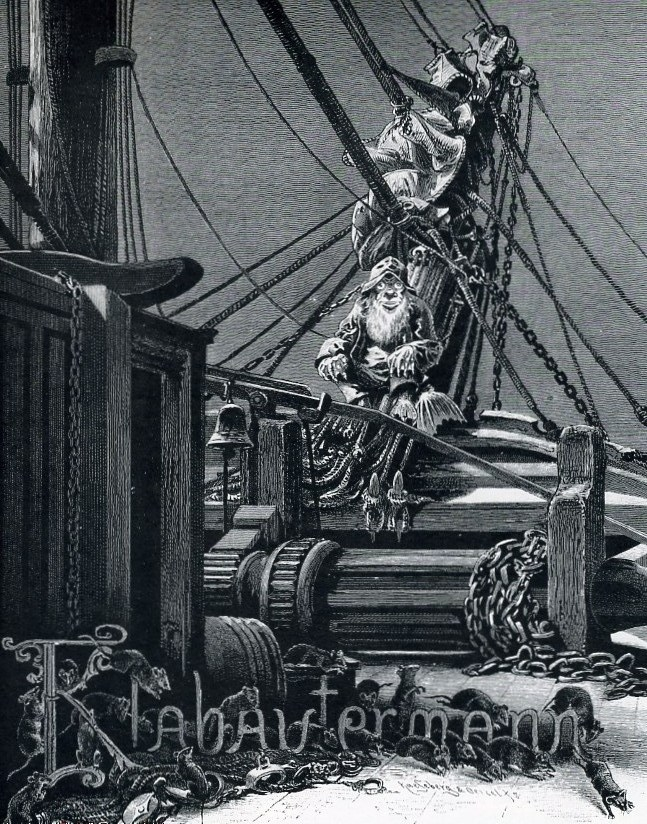
Klabautermann, espíritu del folclore alemán que vive en los barcos del mar.

Un Klabautermann es un personaje de la mitología europea, descrito como un nixe (también llamado neck o nyx), un tipo de espíritu del agua que según la mitología asiste en sus funciones a los marinos y pescadores del mar Báltico.
Es una criatura alegre y diligente, con un conocimiento profundo de la mayoría de embarcaciones, y un talento musical insuperable. También se dice que rescata a los marinos. El personaje Pumuckl pertenece a esta clase de duendes.

## En ficción
En el manga y anime de la serie One Piece, el barco pirata Going Merry tiene su propio Klabautermann, el cual es la manifestación física del alma del barco. Se indica que es un tipo de espíritu que adopta la forma de un marino con martillo y viste un impermeable, que aparece para arreglar los barcos que llevan a los tripulantes que han querido y cuidado mucho la nave.
Se dice que cuando aparece es para anunciar que su hora está cerca. En el capítulo especial "Episode of Merry" o "Episodio de Merry", se puede ver lo que parece ser el Klabautermann del Merry en las velas del barco pirata Thousand Sunny. Esta aparición es única del episodio y no existe una aparición similar en el manga.